# Ottmarsheimi apátsági templom
Az ottmarsheimi Szent Péter és Pál apátsági templom (franciául: Église Saint-Pierre-et-Saint-Paul dOttmarsheim) Felső-Elzászban, Ottmarsheimben található, Franciaország Haut-Rhin megyéjének területén. A legnagyobb részt a 11. századból származó egykori ottmarsheimi rendház (bencések) temploma a németországi román stílus egyik legjelentősebb képviselője. A nyolcszög alakú központi épület példaképe az aacheni dóm. A templom ezen kívül az az elzászi romanika útjának mint turisztikai látványosságnak az egyik jelentős állomása.

## Előzmények
Ottmarsheim az Itáliát a Basel–Straßburg–Mainz útvonalon keresztül Hollandiával összekötő kereskedelmi útvonalon fekszik, és már a rómaiaknak is volt itt települése. A név Szent Otmártól származik, aki 8. században a Sankt Gallen-i kolostor  alapítója volt, amely rendházhoz a környéken több terület tartozott.
1030-ban a Habsburg-család tagja, Rudolf von Altenburg alapította az itteni bencés apátságot, ide szeretett volna temetkezni. IX. Leó pápa, aki a közeli Eguisheimből származott, az új templomot 1049-ben szentelte föl. A kolostort 1273-ban neuenburgi parasztok, 1445-ben és 1446-ban a bázeliek, 1468-ban a berniek dúlták fel. E pusztítások következtében, valamint mert a rendház köteles volt ellátni a király nevében utazókat, a kolostor idővel elszegényedett. A templomot és a rendház épületeit többször átépítették ez idő alatt. Az 1790-es szekularizációt követően a rendházat lerombolták. A templomot azonban megvette az egyházközség, és máig is annak tulajdonában maradt.

## A templom építészeti története
A templom 1020 és 1030 között épült Nagy Károly aacheni palotakápolnájának (amely ma az aacheni dóm része) mintájára. Aacheni példaképéhez hasonlóan ezt is Szűz-Mária tiszteletére szentelték. A 13. század elején a nyugati előcsarnokot kiépítették toronnyá, a külső falakat részben restaurálták. A templom a 14. ill. 15. században teljesen be volt fedve freskókkal, ekkor már Szent Péter patrocíniuma alatt állott. Egy 1445-ös tűzvész miatt majdnem az összes freskó megsemmisült. 1495-ben délkeleten új Szent Kereszt-kápolnát kapcsoltak az épülethez majd 1582-ben egy Miasszonyunk-kórust, északkeleti részt apácák számára alakították ki, míg a karzat a központi csarnokban a bencések részére maradt fenntartva.

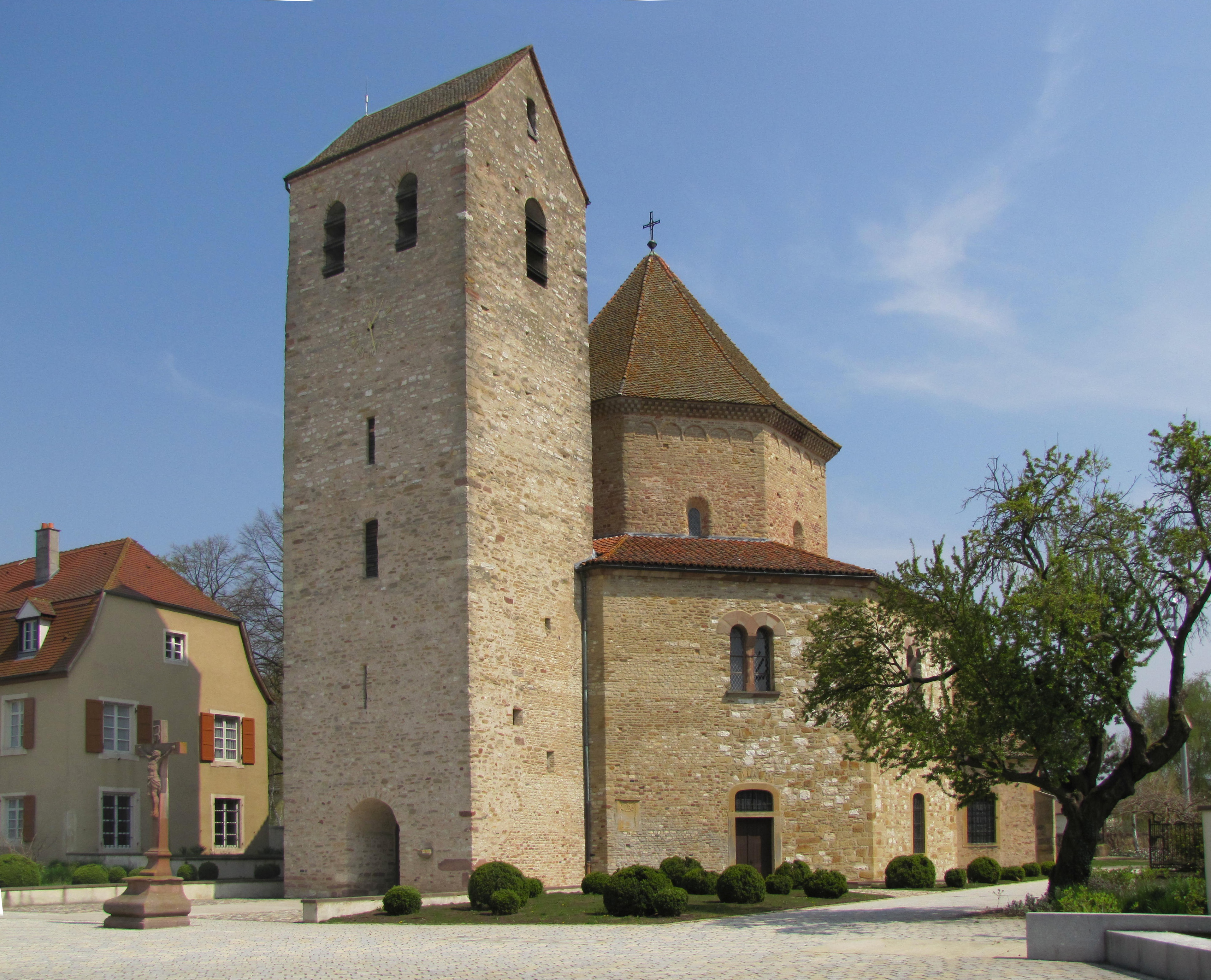
Homlokzat és templomtorony
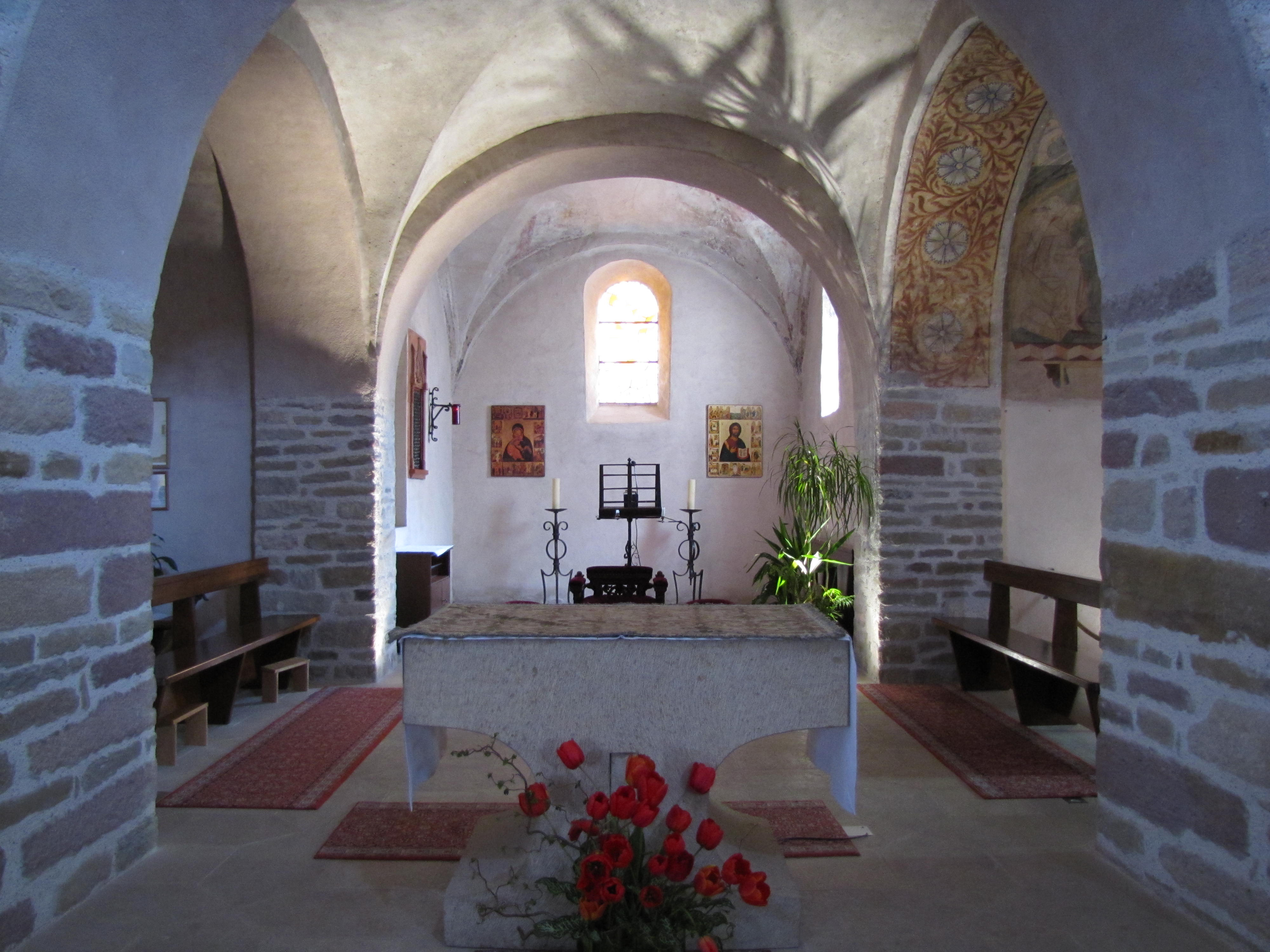
A főoltár
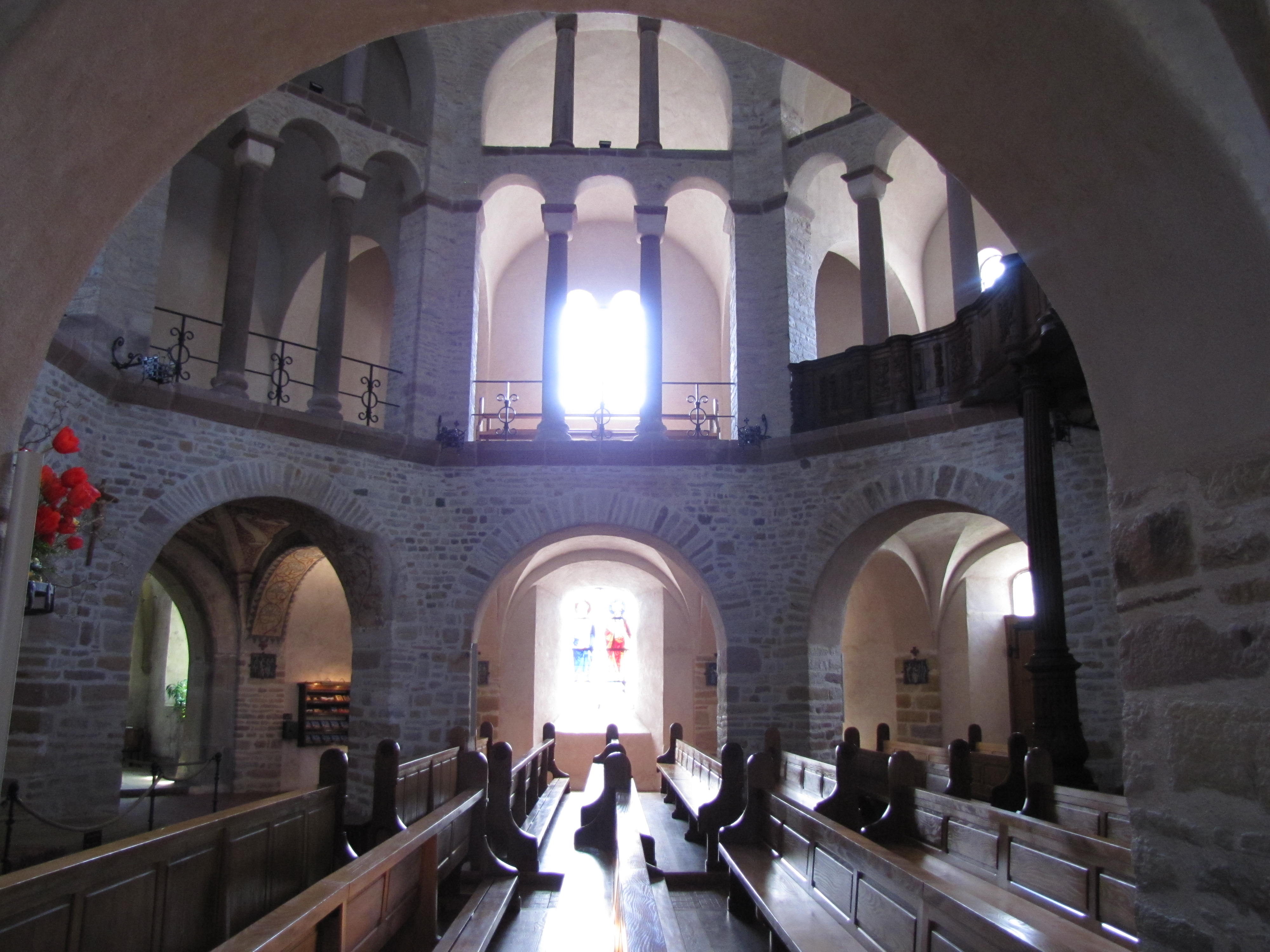
Templombelső
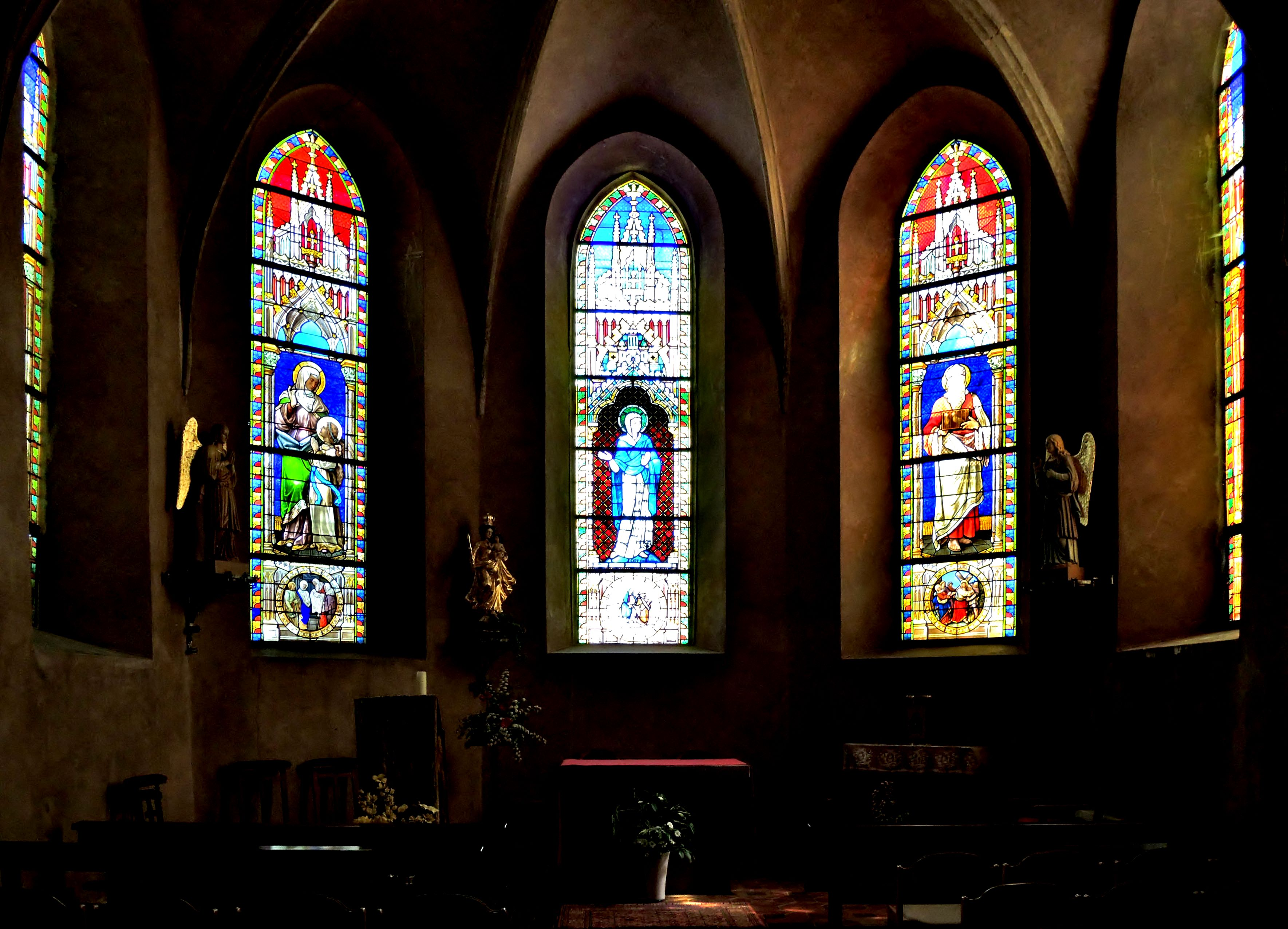
Berakásos ablakok

## Külső hivatkozások
- Honlap Ottmarsheimról, nagyobb részt francia, nagy szép képanyag
- Az orgona leírása és története
- Az ottmarsheimi rendház Szent Péter és Pál templomának építészeti leírása fényképekkel[halott link]